# 권영각
권영각(權寧珏, 1931년~2019년 5월 18일, 경상북도 안동시)은 대한민국의 육군 군인, 관료이다. 경북고등학교와 육군보병학교와 원주대학교 정치경제학과를 나왔으며, 미국 군사학교 고군반. 사단장과 합참국장, 군단장 등을 역임한 후 1982년 6월 2일부터 1985년 10월 17일까지 제21대 국방부 차관.노태우 정부 건설부 장관을 지냈다.